# ناروتو
ناروتو (به ژاپنی:ナルト، به انگلیسی: Naruto) نام یک مجموعه مانگای ژاپنی است که توسط ماساشی کیشیموتو نوشته و مصورسازی شده است و بر اساس آن چندین مجموعه تلویزیونی انیمه، لایت ناول، بازی ویدیویی، و کارت بازی نیز ساخته شده است.
نخستین قسمت مانگای ناروتو در شمارهٔ ۴۳ام هفته‌نامه شونن جامپ در سال ۱۹۹۹ توسط انتشارات شوئیشا به چاپ رسید و چاپ آن تاکنون ادامه دارد. مجموعه تلویزیونی انیمهٔ ناروتو توسط استودیو پیرو تهیه می‌گردد. اولین قسمت انیمهٔ ناروتو به تاریخ ۳ اکتبر ۲۰۰۲ از شبکهٔ تلویزیونی تی‌وی توکیو پخش شد. سری اول انیمهٔ ناروتو شامل ۲۲۰ قسمت است. سری دوم این مجموعه نیز با نام ناروتو: شیپودن از تاریخ ۱۵ فوریه ۲۰۰۷ تا ۲۳ مارس ۲۰۱۷ به تعداد ۵۰۰ قسمت پخش شد. علاوه بر مجموعه‌های انیمه، استودیو پیرو تاکنون یازده فیلم سینمایی و چندین اووی‌ای نیز تهیه کرده است. با به پایان رسیدن مجموعه مانگا و انیمه، ادامه داستان توسط پسر ناروتو، بوروتو اوزوماکی در بوروتو: ناروتو نسل‌های بعدی دنبال می‌شود که قصد دارد راه خودش را دنبال کند و از اینکه همه از او انتظار دارند که راه پدرش را دنبال کند خسته شده است.
درون‌مایهٔ داستان ناروتو بیشتر دربارهٔ نینجاهای دارای قدرت‌های مافوق طبیعی و استفادهٔ آن‌ها از چاکرا برای جنگیدن است.

شخصیت اصلی این ماجرا نینجایی نوجوان و پرشور و شوق به نام ناروتو اوزوماکی است که تلاش دارد توجه و احترام اطرافیانش را نسبت به خود جلب کند. بزرگ‌ترین آرزوی وی این است که روزی هوکاگه (بالاترین مقامی که یک نینجا می‌تواند در کونوها، دهکده ناروتو به دست آورد) شود.

## داستان
۱۲ سال پیش از شروع داستان، موجودی شرور و افسانه‌ای به نام کیوبی (روباهی غول پیکر با ۹ دم) به کونوها حمله می‌کند. چهارمین هوکاگه با استفاده از یک طلسم و قربانی کردن خود موفق می‌شود کیوبی را داخل بدن ناروتوی تازه به‌دنیا آمده مهر کند.
ناروتو پسری یتیم است و اکثر مردم کونوها او را همان کیوبی می‌بینند و از او تنفر دارند. بنا به فرمان هوکاگهٔ سوم هیچ‌کس حق ندارد در مورد وقایع رخ‌داده مرتبط با حملهٔ کیوبی حرفی بزند؛ برای همین همسالان ناروتو و همچنین خودش چیزی در این مورد نمی‌دانند. با این وجود به‌علت دیدگاه و رفتار بزرگسالان و تأثیر این رفتار بر روی فرزندانشان، ناروتو دوران کودکی خود را بدون هرگونه رابطهٔ صمیمانه و دوستی سپری می‌کند. نتیجه این که ناروتو برای جلب توجه دست به انواع و اقسام شیطنت و خرابکاری می‌زند.
در آغاز ناروتو بدترین شاگرد مدرسهٔ نینجاها است؛ اما با تلاش فراوان قدرت‌های خودش را افزایش می‌دهد در همین بین ناروتو بالاخره فردی را پیدا می‌کند که به او ایمان دارد و بالاخره فارغ‌التحصیل می‌شود. پس از فارغ‌التحصیلی، نینجاهای مبتدی به گروه‌های سه نفره تقسیم می‌شوند. ناروتو نیز به همراه ساسوکه اوچیها (بهترین شاگرد مدرسه) و ساکورا هارونو (که ناروتو به او علاقه‌مند است) در یک گروه قرار می‌گیرند. تعلیم آن‌ها را هم کاکاشی هاتاکه یکی از بهترین نینجاهای کونوها (که همیشه ماسکی بر صورت دارد) به عهده می‌گیرد …

## شخصیت‌ها

### شخصیت‌های اصلی
- ناروتو اوزوماکی (Uzumaki Naruto)
- ساسکه اوچیها (Uchiha Sasuke)
- ساکورا هارونو (Haruno Sakura)
- کاکاشی هاتاکه (Hatake Kakashi)

شخصیت‌های منفی
- اوروچیمارو (Orochimaru)
- مادارا اوچیها (Uchiha Madara
- کاگویا اتسوتسوکی (Kaguya Otsotsoki)

### دیگر شخصیت‌ها
- ایروکا اومینو (Umino Iruka)
- گارا (Gaara)
- تماری (Temari)
- سای (Sai)
- کانکورو (Kankurō)
- شیکامارو نارا (Nara Shikamaru)
- اینو یاماناکا (Yamanaka Ino)
- کیبا اینوزوکا (Inuzuka Kiba)
- هیناتا هیوگا (Hyūga Hinata)
- شینو آبورامه (Aburame Shino)
- چوجی آکیمیچی (Akimichi Chōji)
- تن‌تن (Tenten)
- راک لی (Rokku Lī)
- نجی هیوگا (Hyūga Neji)
- جیرایا (Jiraiya)
- کارین (Karin)
- کوشینا اوزوماکی (Kushina Uzumaki)
- میناتو نامیکازه (Minato Namikaze)
- فوگاکو اوچیها (Fugaku Uchicha)
- ایتاچی اوچیها (Itachi Uchicha)
- سوناده (tsunade)
- هیاشی هیوگا
- کونوهامارو ساروتوبی (Konohamaru Sarutobi)
- هیروزن ساروتوبی
- دانزو شیمورا
- سویگتسو هوزوکی
- مایت گای
- هیدان
- میرای هیوگا (Miray Hiyoga)

### کاگه‌ها
کاگه (به انگلیسی: Kage) در لغت به معنی «سایه» و در مفهوم به کسی گفته می‌شود که رهبری دهکده را بر عهده دارد. کاگه بر عملکرد دهکده نظارت می‌کند از ارسال نینجاها برای انجام ماموریت‌ها گرفته تا اتخاذ تصمیم‌های سخت برای امنیت مردم دهکده. معمولاً قوی‌ترین نینجای دهکده به‌عنوان کاگه و براساس رای‌گیری انتخاب می‌شود.
کاگه هر دهکده نامی مجزا دارد که اسامی آنها به شرح زیر می‌باشد:
- هوکاگه (به انگلیسی: Hokage) به معنی «سایه آتش» و به رهبر «دهکده مخفی برگ» گفته می‌شود.
- کازه‌کاگه (به انگلیسی: Kazekage) به معنی «سایه باد» و به رهبر «دهکده مخفی شن» گفته می‌شود.
- میزوکاگه (به انگلیسی: Mizukage) به معنی «سایه آب» و به رهبر «دهکده مخفی مه» گفته می‌شود.
- رایکاگه (به انگلیسی: Raikage) به معنی «سایه برق» و به رهبر «دهکده مخفی ابر» گفته می‌شود.
- سوچی‌کاگه (به انگلیسی: Tsuchikage) به معنی «سایه زمین» و به رهبر «دهکده مخفی سنگ» گفته می‌شود.

#### هوکاگه‌ها
- هوکاگهٔ اول (به انگلیسی: Shodai Hokage): هاشیراما سنجو (Senju Hashirama)
- هوکاگهٔ دوم (به انگلیسی: Nidaime Hokage): توبیراما سنجو (Senju Tobirama)
- هوکاگهٔ سوم (به انگلیسی: Sandaime Hokage): هیروزن ساروتوبی (Sarutobi Hiruzen)
- هوکاگهٔ چهارم (به انگلیسی: Yondaime Hokage): میناتو نامیکازه (Namikaze Minato)
- هوکاگهٔ پنجم (به انگلیسی: Godaime Hokage): سوناده سنجو (Tsunade)
- هوکاگه ششم (به انگلیسی: Rokudaime Hokage) (موقت): دانزو شیمورا (Danzo Shimura)
- هوکاگه ششم (انتخاب مجدد): کاکاشی هاتاکه (Kakashi Hatake)
- هوکاگه هفتم (به انگلیسی: Nanadaime Hokage): اوزوماکی ناروتو (Uzumaki Naruto)

#### کازه‌کاگه‌ها
- کازه کاگه اول: رِتو (به انگلیسی: Reto)
- کازه کاگه دوم: شامون (به انگلیسی: Shamon)
- کازه کاگه سوم: نامشخص (دیده شده در عروسک هایه ساسوری و احیای مجدد اروچیمارو)
- کازه گاکه چهارم: راساً (به انگلیسی: Rasa)
- کازه‌کاگه پنجم: گارا (به انگلیسی: Gaara)

#### سوچی کاگه‌ها
- سوچی کاگه اول: ایشیکاوا (به انگلیسی: Ishikawa)
- سوچی کاگه دوم: مُو (به انگلیسی: Mū‎)
- سوچی کاگه سوم: اونوکی (به انگلیسی: Ōnoki)
- سوچی کاگه چهارم: کروتسوچی (به انگلیسی: Kurotsuchi)

#### میزو کاگه
- میزو کاگه اول:بیاکورن
- میزو کاگه دوم:گنگستو هوزوکی
- میزو کاگه سوم
- میزو کاگه چهارم:یاگورا کاراتاچی
- میزو کاگه پنجم:می ترومی
- میزو کاگه ششم:چوجورو

### آکاتسوکی
نوشتار اصلی: آکاتسوکی
اکاتسوکی سازمانی است که اکثر افراد آن، خائن محسوب می‌شوند و درواقع با خیانت به دهکده‌های مخفی برگ، شن، سنگ، ابر، مه خود را وارد آکاتسوکی کرده‌اند و در ابتدا با اختلال در نظم دهکده‌ها سعی به دزدیدن بیجوها کردند تا بتوانند موجودی افسانه ای را بیدار کنند به طوری که حملات آنان سبب نابودی کامل دهکده مخفی برگ شد که با نبرد قهرمانانه ناروتو در برابر پین رهبر آکاتسوکی (رهبر واقعی اکاتسوکی اوبیتو اوچیها بوده است به صورت پنهانی اکاتسوکی را اداره می‌کرد) هیچ کشته‌ای برجا نگذاشت. اتفاقات مشابه این سازمان در دهکده‌های دیگر از جمله دهکده ابر سبب جدا شدن یکی از دم‌های هشت دم (بیجو دهکده پنهان ابر) شد. در دهکده پنهان شن هم فاجعه آفرین بودند در ابتدا دو نفر از اعضای این سازمان (ساسوری و دیدارا) دهکده شن را بمباران کرده و کازه‌کاگه پنجم را دزدیدند و اقدام به بیرون کشیدن هیولای دم دار کازه کاگه کردند که کازه‌کاگه را تقریباً کشت اما با فداکاری بانو چیو از نینجاهای پزشک و بزرگ دهکده شن کازه‌کاگه زنده ماند ولی بانو چیو با انتقال نیروی زندگی خود با کازه‌کاگه زنده نماند. در انیمه به دفعات شاهد مبارزه بین آکاتسوکی و نینجاهای برگ بوده‌ایم همچنین باید گفت که سوچی کاگه سوم (اونوکی) از این سازمان برای اهداف خود در گذشته استفاده کرده بود که بعدها مخالفت شدید خود را با این سازمان نشان داد. آکاتسوکی، تشکیلاتی که در اصل با هدف‌های عظیم و بازیچه قرار دادن افرادی مثل اوچیها اوبیتو و اوزوماکی ناگاتو با وعده از بین جنگ اقدام به ایجاد چهارمین جنگ بزرگ نینجاها کردند تا به وسیله آن نوعی گنجوتسو موسوم به سوکیومی ابدی (هیپنوتیزم) را روی مردم سراسر دنیا به وسیله اوتسوتسوکی کاگویا صورت دادند تا مردم در خوابی شبیه به واقعیت دست از جنگ بردارند و نوعی نظام یکتا در خلقت ایجاد کنند.

### بیجوها
- شوکاکو تک دم (چینچوریکی: ناروتو چینچوریکی سابق: گارا)
- ماتاتابی دو دم (چینچوریکی: ناروتو چینچوریکی سابق: یوگیتو)
- ایسوبو سه دم (چینچوریکی: ناروتو چینچوریکی سابق: یاگورا)
- سان گوکو چهار دم (چینچوریکی: ناروتو چینچوریکی سابق: روشی)
- کوکو پنج دم (چینچوریکی: ناروتو چینچوریکی سابق: هان)
- سایکن شش دم (چینچوریکی: ناروتو چینچوریکی سابق: اوتاکاتا)
- چومی هفت دم (چینچوریکی: ناروتو چینچوریکی سابق: فو)
- گیوکی هشت دم (چینچوریکی: ناروتو چینچوریکی سابق: کیلر بی)
- کوراما نه دم (نیمه روشن) (چینچوریکی: ناروتو چینچوریکی سابق: کوشینا)
- کوراما نه دم (نیمه تاریک) (چینچوریکی: ناروتو چینچوریکی سابق: میناتو)
- جیوبی ده دم (چینچوریکی:گاگویا چینچوریکی سابق:مادارا)

### تیم‌های نینجایی
نینجاها به‌طور معمول در گروه‌های سه نفره فعالیت می‌کنند که پیشنهاد می‌شود یکی از افراد گروه قابلیت «نینجای پزشکی» داشته باشد. به همین دلیل این مسئله در دوران آموزش نینجاها نیز مد نظر گرفته شده و نینجاها در همان بدو ورود به مدرسه نینجاها به گروه‌های سه نفره تقسیم می‌شوند.

#### تیم ۷
- کاکاشی هاتاکه (سرپرست تیم)
- یاماتو (برای کنترل کیوبی)
- ناروتو اوزوماکی
- ساسکه اوچیها
- سای (جایگزین ساسکه)
- ساکورا هارونو

#### تیم ۸
- کورنای یوهی (سرپرست تیم)
- هیناتا هیوگا
- کیبا اینوزوکا
- شینو آبورامه

#### تیم ۹
- آسوما ساروتوبی (سرپرست تیم)(کشته شده)
- شیکامارو نارا
- چوجی آکیمیچی
- اینو یاماناکا

#### تیم ۱۰
- مایت گای (سرپرست تیم)
- راک لی
- نجی هیوگا (مرده)
- تن‌تن

## انیمه
در تاریخ ۲ ژانویه ۲۰۰۹، وبگاه‌های naruto.com و hulu.com (در ایالات متحده)، و crunchyroll.com شروع به نمایش مجموعه انیمهٔ ناروتو شیپودن (در اولین مرحله ۸ قسمت اول) کردند. وبگاه crunchyroll در تاریخ ۸ ژانویه ۲۰۰۹ جدیدترین قسمت ناروتو شیپودن (قسمت ۹۱) را، تنها ساعاتی پس از پخش اولیه در تلویزیون در ژاپن، به‌صورت زبان اصلی با زیرنویس انگلیسی در اختیار مشترکانش قرار داد. در وبگاه crunchyroll قسمت‌های جدید یک هفته پس از پخش اولیه، مجانی و از سراسر جهان قابل فراخوانی هستند.

## فیلم
تا سال ۲۰۲۱ برای انیمه ناروتو ۱۱ فیلم سینمایی ساخته و پخش شده که از این تعداد ۳ قسمت ابتدایی مربوط به انیمه «ناروتو» و ۸ قسمت بعدی مربوط به انیمه «ناروتو شیپودن» می‌باشند. تاریخ انتشار این فیلم‌ها مربوط به نسخه ژاپنی می‌باشد:
| نام فیلم سینمایی به فارسی     | نام فیلم سینمایی                             | مربوط به انیمه      | تاریخ انتشار |
| ----------------------------- | -------------------------------------------- | ------------------- | ------------ |
| برخورد نینجا در سرزمین برف    | Ninja Clash in the Land of Snow              | انیمه ناروتو        | ۲۰۰۴         |
| افسانه سنگ گلل                | Legend of the Stone of Gelel                 | انیمه ناروتو        | ۲۰۰۵         |
| نگهبانان پادشاهی هلال ماه     | Guardians of the Crescent Moon Kingdom       | انیمه ناروتو        | ۲۰۰۶         |
| ناروتو شیپودن                 | Naruto Shippuden the Movie                   | انیمه ناروتو شیپودن | ۲۰۰۷         |
| ناروتو شیپودن: ارتباط         | Naruto Shippuden the Movie: Bonds            | انیمه ناروتو شیپودن | ۲۰۰۸         |
| فیلم ناروتو شیپودن: اراده آتش | Naruto Shippuden the Movie: The Will of Fire | انیمه ناروتو شیپودن | ۲۰۰۹         |
| فیلم ناروتو شیپودن: برج گمشده | Naruto Shippuden the Movie: The Lost Tower   | انیمه ناروتو شیپودن | ۲۰۱۰         |
| فیلم ناروتو: زندان خون        | Naruto the Movie: Blood Prison               | انیمه ناروتو شیپودن | ۲۰۱۱         |
| راه نینجایی: فیلم ناروتو      | Road to Ninja: Naruto the Movie              | انیمه ناروتو شیپودن | ۲۰۱۲         |
| آخرین: فیلم ناروتو            | The Last: Naruto the Movie                   | انیمه ناروتو شیپودن | ۲۰۱۴         |
| بوروتو: فیلم ناروتو           | Boruto: Naruto the Movie                     | انیمه ناروتو شیپودن | ۲۰۱۵         |